# Chamber Works
Chamber Works ist ein Jazzalbum von Silke Eberhard Potsa Lotsa XL. Die im September 2022 im Studio Zentrifuge in Berlin entstandenen Aufnahmen erschienen am 15. Dezember 2023 auf dem Label Trouble in the East/Galileo MC.

## Hintergrund
Chamber Works ist – nach Silk Songs for Space Dogs (2020) und Gaya (2022) – das dritte Album des 2017 gegründeten Tentetts Potsa Lotsa XL unter Leitung der Saxophonistin Silke Eberhard. Auf dem Album wurden für beide Variationen von „All Alone“ die von der Bandleaderin thematisch und zeitlich vorgegebenen, zu dieser Zeit COVID-19-Pandemie-bedingten Soloimprovisationen von Eberhard selbst und den Ensemblemitgliedern im Nachhinein von Nikolaus Neuser am Computer übereinandergelegt und abgemischt. Für die Aufnahmen der sieben anderen Titel traf sich die Band in Sextettbesetzung im Studio, aber auch in kleineren, kammermusikalischen Besetzungen. Begleitend wurde der Dokumentarfilm „Eine Sekunde nichts“ gedreht, der 2023 beim Jazzfest Berlin gezeigt wurde.
Mit Silke Eberhard (Altsaxophon) spielten Taiko Saito (Vibraphon), Nikolaus Neuser (Trompete), Gerhard Gschlößl (Posaune), Johannes Fink (Cello), Igor Spallati (Bass); bei zwei Stücken kamen Jürgen Kupke (Klarinette), Patrick Braun (Tenorsaxophon), Antonis Anissegos (Klavier) und Kay Lübke (Schlagzeug) hinzu.

## Titelliste
- Silke Eberhard Potsa Lotsa XL: Chamber Works (Trouble In The East/Galileo MC)[2]

1. A Presto (Potsa Lotsa Sextett) 1:55
2. The Fink Panther 2:52
3. All Alone 1 4:13
4. Dity Glasses 3:06
5. Light Light Blue 3:04
6. Mochokidae 3:54
7. Cyprinidae 3:07
8. Dusty Glasses 2:34
9. All Alone 2 4:11

Die Kompositionen stammen von Silke Eberhard.

## Rezeption
Ihr Ziel sei es gewesen, so Eberhard, weniger auszukomponieren, stattdessen der Band die Möglichkeit zu geben, die Stücke improvisatorisch weiterzuentwickeln und so „jeden Einzelnen dadurch noch mehr leuchten zu lassen“, schrieb Maxi Broecking in Jazz thing. Dieser Ansatz sei „experimentell, humorvoll, sympathisch- aufsässig“.